# Ficat
Ficatul este un organ, parte a aparatului digestiv, ce este prezent la majoritatea animalelor superioare. Acesta are numeroase funcții în organismul uman, în special în metabolism. Ficatul este un organ major găsit doar la vertebrate, care îndeplinește multe funcții biologice esențiale, cum ar fi detoxifierea organismului și sinteza proteinelor și a substanțelor biochimice necesare pentru digestie și creștere. La oameni, este localizat în cvadrantul superior drept al abdomenului, sub diafragma toracică. Alte roluri metabolice includ metabolismul carbohidraților, producția de hormoni și substanțe precum glucoza și glicogenul, precum și descompunerea globulelor roșii.

Ficatul, situat sub mușchiul diafragm, este marcat în imagine cu culoarea roșie

## Funcții
Se consideră că ficatul este cea mai complexă uzină a organismului, ficatul uman având peste 500 de funcții, indispensabile vieții normale. Aceste funcții sunt atât de complexe, încât nu există o mașină care să poată înlocui ficatul, în primul rând datorită numeroaselor funcții de sinteză a unor substanțe indispensabile vieții, și apoi datorită rolului său de detoxifiere.

### Funcție metabolică
- Sinteza colesterolului, fosfolipidelor, lipoproteinelor și a lipidelor;
- Participă în metabolismul glucidelor și proteinelor;
- Sinteza unor elemente ale sângelui, precum albuminele, globulinele, și antitrombina;

### Funcție secretorie
- Producerea bilei;

### Funcție imunizantă
- Neutralizarea corpurilor externi din organism, în special a toxinelor, jucând astfel un rol important în imunitatea corpului;

### Funcție excretorie
- Descompune hemoglobina;

### Alte funcții
- Depozitează numeroase vitamine, precum vitamina A și vitamina B12, precum și o serie de microelemente esențiale.
- Rol în sinteza unor factori care fac sângele coagulabil;
- Sinteza și inactivarea unor hormoni Arhivat în 21 ianuarie 2018, la Wayback Machine..

#### Insuficiență hepatică
Imposibilitatea desfășurării acestor funcții face ca persoana respectivă să aibă simptome importante care îi împiedică activitatea.
Simptomele și modificările analizelor hepatice datorate lipsei funcțiilor ficatului poartă numele de insuficiență hepatică Arhivat în 22 ianuarie 2018, la Wayback Machine., cele mai frecvente simptome fiind:
- Scăderea poftei de mâncare;
- Scăderea în greutate (prin proasta procesare în fact a nutrientilor);
- Uneori greață, gust amar (rar);
- Icterul (prin trecerea bilirubinei din sânge în piele);
- Urină colorată în exces, spre portocaliu (prin bilirubină în exces);
- Scaunul mai decolorat, uneori alb ca chitul (datorită lipsei de producere a bilirubinei);
- Oboseală extrema (ficatul stochează glicogen, rezerva de energie a organismului) ce poate merge până la comă;
- Sângerări mucoase și cutanate (prin lipsa de sinteză a protrombinei și fibrinogenului și scăderea trombocitelor);
- Vânătăi pe piele la lovituri minime;
- Edeme, eventual ascita cu mărirea abdemenului (prin scăderea sintezei hepatice a albuminei);
- Tulburări ale somnului (somnolență ziua cu insomnie noaptea) – prin intoxicația cu substanțele nemetabolizate de ficatul bolnav.

## Ficatul omului
Ficatul omului este un organ de culoarea roșie-închisă, ce cântărește 1,5 – 2 kg, fiind cel mai greu organ intern al corpului uman. Acesta este situat în dreapta abdomenului sub coaste, care îl protejează de traumatisme. El filtrează în primul rând sângele care vine din organele tubului digestiv, acesta fiind locul principal de intrare a toxinelor în organism, dar de fapt ficatul filtrează  tot sângele din organism, reținând și metabolizând substanțele dăunătoare organismului.

## Boli ale ficatului
Pentru că ficatul este un fel de filtru pentru sângele din organism, în el se opresc foarte multe substanțe care îl pot îmbolnăvi. 
Cele mai frecvente boli ale ficatului sunt următoarele:
- Steatoza hepatica
- Ciroză hepatică de cauza virală, alcoolica, toxică, biliara sau autoimună;
- Hepatita A acută;
- Hepatita B acută sau cronica;
- Hepatita C acută sau cronica;
- Maladia lui Wilson, apare prin lipsa eliminării cuprului din organism, acesta stocându-se în ficat și împiedicându-i funcția;
- Cancerul ficatului;
- Icterul mecanic;
- Boli ale căilor biliare;
- Boli genetice de stocare;

## Regenerarea
Ficatul, ca și alte organe(pielea, osul, mușchii, stomacul, etc) este capabil să se regenereze, să se vindece. 
Capacitatea de regenerare a ficatului este cunoscută, dar deși este extraordinară,rezultatele regenerării sunt limitate – o zonă de țesut hepatic distrusă și regenerată nu funcționează la fel ca un ficat care nu a fost îmbolnăvit, cu alte cuvinte vindecarea se produce cu sechele, așa cum repararea unei răni pe piele sau a unui os rupt, nu face ca pielea sau osul respectiv să fie noi.
Față de alte organe, ficatul are o rezervă functională, extrem de mare - se consideră că, dacă după distrugere prin toxine sau extirpare chirurgicală mai rămâne 25% din tesutul hepatic, această cantitate este suficientă pentru regenerarea completă a ficatului. În cazul transplantului de ficat de exemplu, persoana care donează ficat rămâne doar cu cca 30 % din organ (se recoltează tot lobul drept). Ficatul își începe regenerarea în primele 24-48 de ore de la rezecție, iar după 3 – 4 săptămâni volumul ficatului se dublează față de cel de la care s-a pornit regenerarea, iar acest lucru se întamplă natural, fără alt stimulent decât substanțele fiziologice produse de organism ca răspuns la distrugerea țesutului hepatic.
În cazul distrugerii unor zone de ficat de către virusuri, alcool, toxine etc. regenerarea se face doar în zonele distruse, care pot să nu aibă legătură cu căile biliare, deci deși există țesut hepatic acesta nu are rol funcțional, și mai și impiedică trecerea sângelui prin zona cicatrizată, astfel putând apărea hipertensiunea portală (creșterea presiunii sanguine în sistemul vascular care hrănește ficatul)